# Juntas Grandes
Juntas Grandes är en ort i Mexiko.   Den ligger i kommunen Ixhuatlán de Madero och delstaten Veracruz, i den sydöstra delen av landet, 170 km nordost om huvudstaden Mexico City. Juntas Grandes ligger 266 meter över havet och antalet invånare är 326.
Terrängen runt Juntas Grandes är kuperad. Runt Juntas Grandes är det ganska tätbefolkat, med 75 invånare per kvadratkilometer. Närmaste större samhälle är Huehuetla, 15,0 km söder om Juntas Grandes. I omgivningarna runt Juntas Grandes växer huvudsakligen savannskog.